# Klosterruine Brunnenburg
Klosterruine Brunnenburg är en ruin i närheten av Bremberg i det tyska förbundslandet Rheinland-Pfalz. Ruinen är vad som återstår av ett kvinnligt benediktinerkloster, som grundades av adelskvinnan Gisela von Katzenelnbogen omkring år 1200.
Klostret stängdes 1542 i samband med reformationen och lämnades att förfalla.